# Эрисе, Виктор
Ви́ктор Эри́се (исп. Víctor Erice; род. 30 июня 1940, Карранса, провинция Бискайя, Страна Басков) — испанский кинорежиссёр и кинокритик.

## Биография
Изучал право и политические науки, переключился на кино, учился в Государственной Школе Кино Мадрида. Публиковался как кинокритик, снимал короткометражные ленты. В 1973 году снял свой первый самостоятельный фильм «Дух улья», ставший переломным для испанского кино и высоко оцененный критикой.

## Общественная позиция
В декабре 2023 года вместе с 50 другими кинематографистами Эрисе подписал открытое письмо, опубликованное в издании Libération, с требованием прекращения огня и гибели мирных жителей во время израильского вторжения в сектор Газа в 2023 году, а также создания гуманитарного коридора для гуманитарных перевозок и освобождения заложников.

## Фильмография

### Короткометражные фильмы
- En la Terraza (1961)
- Páginas de un Diario (1962)
- Los días Perdidos (1963)
- Entre Vías (1966)
- Alumbramiento (2002)

### Полнометражные фильмы
- Вызовы / Los desafíos, эпизод 3 (1969, Серебряная раковина Сан-Себастьянского МКФ, премия Союза киносценаристов Испании за лучший сценарий)
- Дух улья / El espíritu de la colmena (1973, Золотая раковина Сан-Себастьянского МКФ, премия Союза киносценаристов Испании лучшему режиссёру)
- Юг / El Sur (1983, номинация на Золотую пальмовую ветвь Каннского МКФ, премия Союза киносценаристов Испании лучшему режиссёру, премия критики на МКФ в Сан-Паулу)
- Солнце в листве айвового дерева / El sol del membrillo (1992, премия ФИПРЕССИ, премия жюри, номинация на Золотую пальмовую ветвь Каннского МКФ)
- На десять минут старше / Ten Minutes Older: The Trumpet (2002, коллективный труд)
- La morte rouge (2006, видеопереписка с Аббасом Киаростами)
- Закройте глаза / Cerrar los ojos (2023)

## Признание
- 1993 — Национальная кинопремия
- 2012 — премия «Таллер Параджанова», врученная в Ереване на IX международном кинофестивале «Золотой абрикос»[4]